# محمد عبد الله غازي

الشيخ عبدالله غازي هو أول إمام للمسجد الأحمر في إسلام آباد

محمد عبد الله غازي كان عالمًا إسلاميًا باكستانيًا وعالم لاهوت حنفي شغل منصب رئيس لجنة روت هلال وأول إمام وخطيب المسجد الأحمر ، وأسس جامعة الجامعة الفريدة وجامية حفصة . 